# Muron (ormiański patriarcha Jerozolimy)
Muron (ur. ?, zm. ?) – w latach 1436–1437 ormiański Patriarcha Jerozolimy.